# Stati di immaginazione
Stati di immaginazione es el decimocuarto disco de estudio de la banda italiana de rock progresivo Premiata Forneria Marconi editado en el año 2006 por RCA. 
A diferencia de sus antecesores, este disco es el primero en la historia de la banda en ser puramente instrumental.
Muy bien recibido tanto por la crítica como por el público, Stati di immaginazione se encuentra primero en la lista de álbumes más populares de rock progresivo del año 2006; y #23 en la lista de los 100 álbumes más populares de rock progresivo de todos los tiempos en el sitio especializado ProgArchives.com.

## Lista de canciones
1. La terra dell'acqua - 8:17
2. Il mondo in testa - 3:58
3. La conquista - 6:28
4. Il sogno di Leonardo - 6:44
5. Cyber Alpha  - 4:28
6. Agua azul - 3:53
7. Nederland 1903 - 3:23
8. Visioni di Archimede - 8:59

## Intérpretes

### Premiata Forneria Marconi
- Franz Di Cioccio: batería y percusión.
- Franco Mussida: guitarra acústica, guitarra eléctrica, guitarra de doce cuerdas, mandolina
- Patrick Djivas: bajo

### Músicos invitados
- Lucio Fabbri: violín, teclados.
- Gianluca Tagliavini: teclados, órgano Hammond, sintetizador Moog